# 겨우살이과

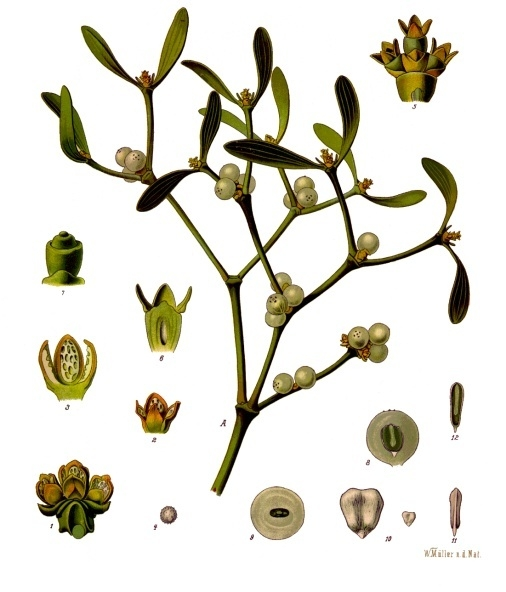

겨우살이과(Viscaceae)는 속씨식물의 한 과이다. 크론퀴스트 분류 체계에서는 겨우살이류의 여러 속을 포함해서 독립된 과로 다루었으나, 2003년 APG II 분류 체계에서는 단향과로 통합하였다.

## 하위 속
- Arceuthobium
- Dendrophthora
- Ginalloa
- 동백나무겨우살이속(Korthalsella)
- Notothixos
- Phoradendron
- 겨우살이속(Viscum)